# Эстберг, Рагнар
Рагнар Эстберг (швед. Ragnar Östberg; 14 июля 1866[…], Стокгольм — 5 февраля 1945[…], Энгельбрект, Стокгольмское обер-губернаторство) — шведский архитектор. Яркий представитель национально-романтического направления, также в своих произведениях использовал наследие шведского барокко и классицизма. Кавалер Золотой медали Американского института архитектуры (1933).

## Биография

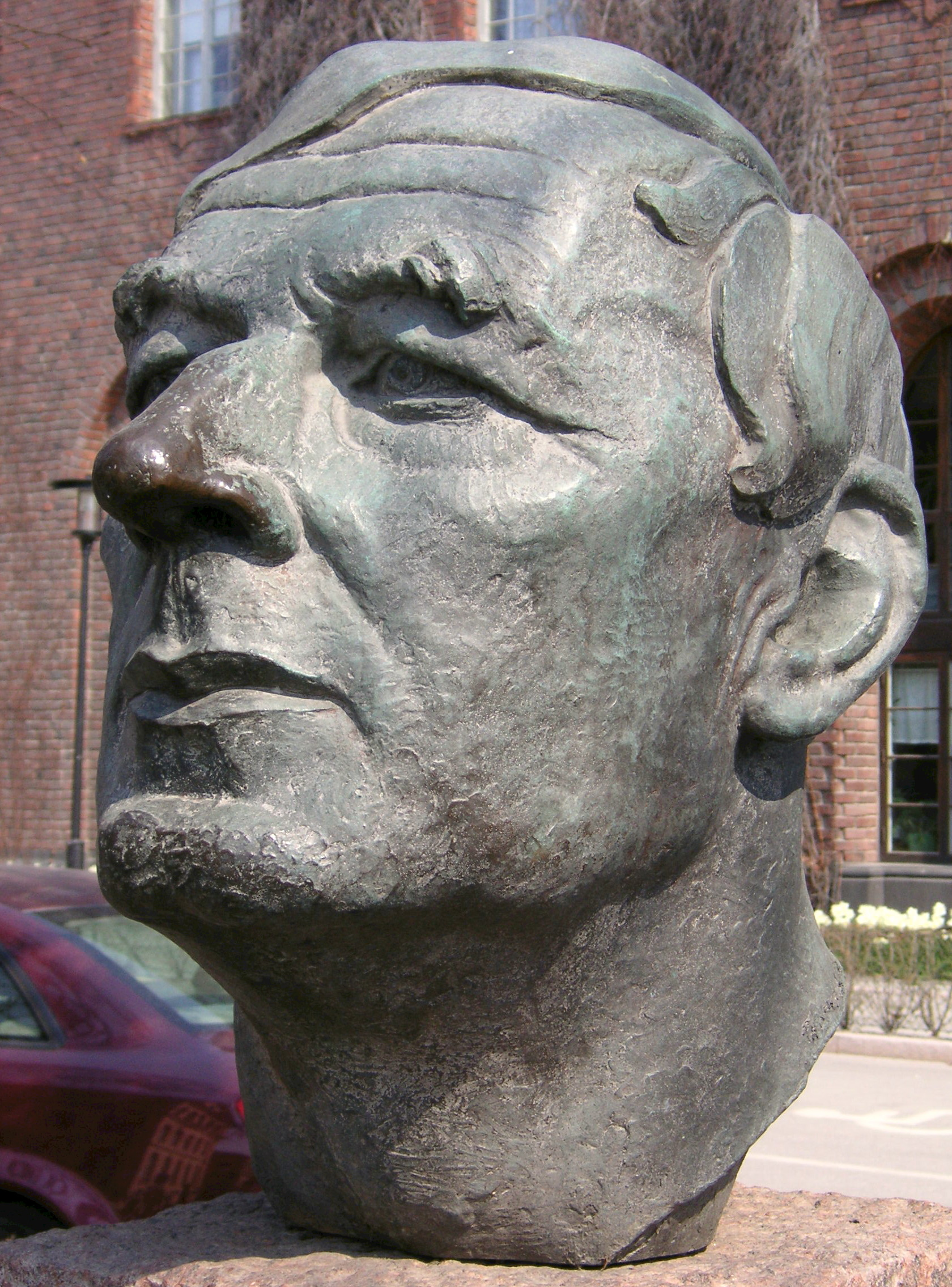
бюст Р. Эстберга

Учился в Высшей технической школе и в Академии художеств в Стокгольме (ученик арх. Исака-Густава Класона). После окончания обучения совершил длительное путешествие по европейским странам.
С 1921 г. профессор Академии художеств.

## Постройки

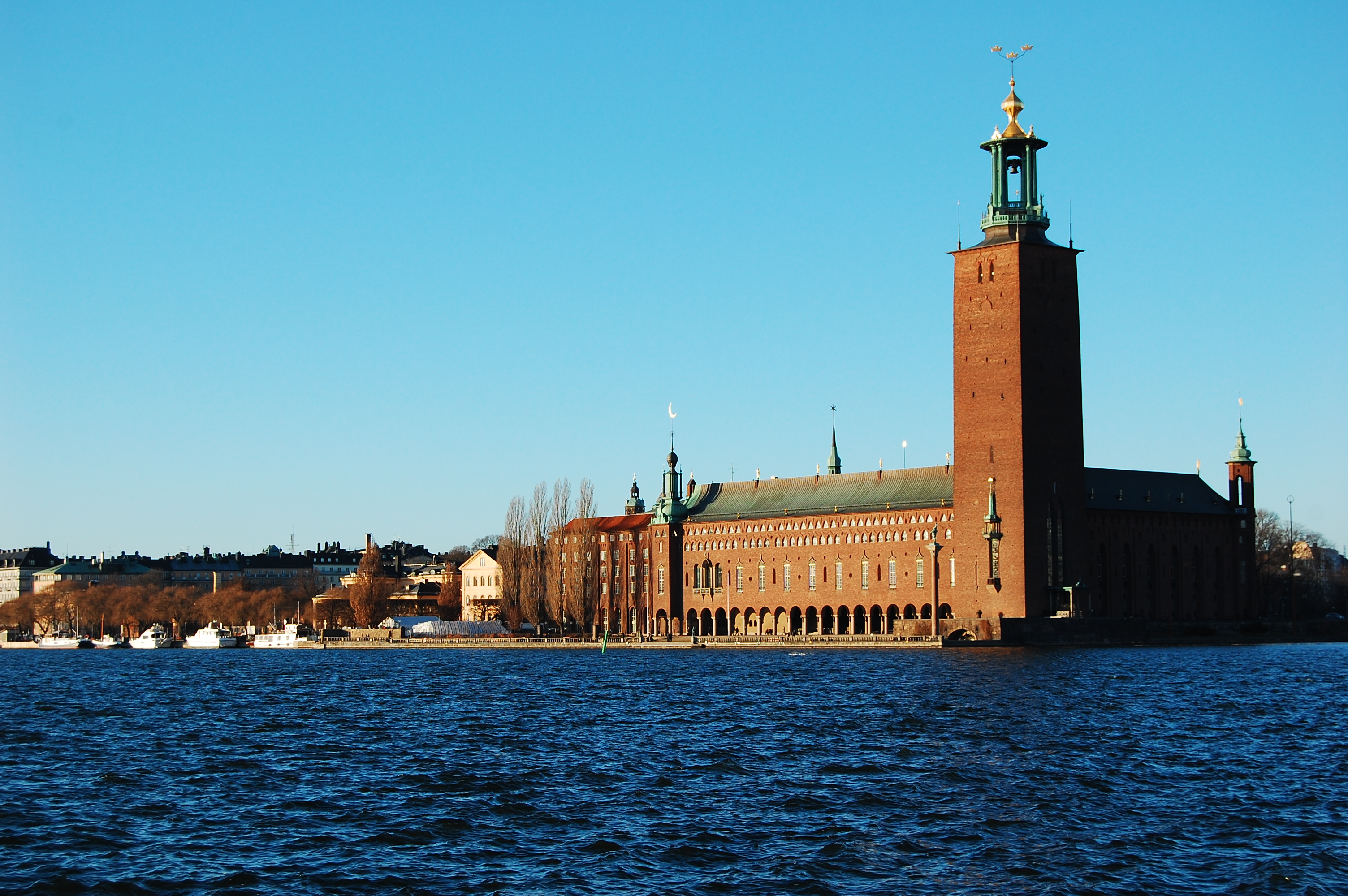

- Ратуша в Стокгольме на острове Кунгсхольм (конкурсные проекты 1902 г., 1905 г., 1909 г.; строительство 1911—1923 гг.; художники: Э. Форсет, принц Евгений; скульпторы: А. и Г. Сандберги, К. Эльд)
- Крематорий в Хельсингборге (1929 г.)
- Мост Риксброн в Стокгольме (1926—1930 гг.)
- Национальный Морской музей в Стокгольме (1934 г.)
- Музей Андерса Цорна в Муре (1938—1939 гг.)